# 菖蒲町町内巡回バス
菖蒲町町内巡回バス（しょうぶまちちょうないじゅんかいバス）は、かつて埼玉県南埼玉郡菖蒲町が運行していたコミュニティバスである。2001年（平成13年）1月28日運行開始。菖蒲町と久喜市が合併する前の2005年（平成17年）3月31日をもって運行休止、そのまま廃止された。運行は木村観光バスへ委託していた。

## 概要
菖蒲町が運行主体となり、町内の公共施設へのアクセスを確保し、交通不便地域の改善を図るとともに、高齢者や児童など交通弱者のための移動手段として、町内巡回バスを運行開始した。
運賃は無料。貸切バスをチャーターして運行していた（道路運送法第3条に基づく一般貸切旅客自動車運送事業）。運行業務は民間バス事業者へ委託し、木村観光バス（埼玉県蓮田市、2012年3月15日事業停止）が受託していた。
4コースが運行されており、月曜日と木曜日に、菖蒲・新堀コース、上大崎・三箇コースの2コースを、水曜日と金曜日に、柴山枝郷・下栢間コース、小林・上栢間コースの2コースを、それぞれ各4便運行していた。火曜日、土日祝日、年末年始（12月29日 - 1月3日）は運休。2002年（平成14年）7月1日より平日のみの運行となった。
各コースのバス停留所の間隔は約550mから700mで、都心部のコミュニティバスのように200m程度の小刻みに停留所を設置したものではなかった。
利用者数の一日平均は、運行開始した2000年度（平成12年度、2001年1月 - 3月）が15.3人と最も高く、次いで2001年度（平成13年度）が8.8人、平日のみの運行となった2002年度（平成14年度）からは6人台で推移し、廃止された2004年度（平成16年度、2005年1月 - 3月）には5.5人にまで落ち込んだ。こうした利用不振から休廃止に至った。

## 路線
- 上大崎・三箇コース

月曜日・木曜日に4便運行。
停留所数30、所要時間55分。
- 菖蒲・新堀コース

月曜日・木曜日に4便運行。
停留所数29、所要時間45分。
- 小林・上栢間コース

水曜日・金曜日に4便運行。
停留所数30、所要時間50分。
- 柴山枝郷・下栢間コース

水曜日・金曜日に4便運行。
停留所数32、所要時間52分。

## 車両
小型バス1台を使用していた。2000年（平成12年）1月、町有バスを1台導入。車両は車椅子リフト付きの小型バスであった。
町内巡回バスの車両は、遠距離通学児童の下校バスとして、またバリアフリー対応であることから、老人福祉センター利用者の送迎バスとしても使用されていた。

## 備考
菖蒲町が久喜市と合併する以前の1994年（平成6年）4月1日から、久喜市では独自に久喜市内循環バスを運行している。詳細は当該記事を参照。